# GNU 툴체인
GNU 툴체인(GNU toolchain)은 GNU 프로젝트가 만든 프로그래밍 도구의 집합을 가리키는 용어이다. 이러한 도구들은 응용 소프트웨어와 운영 체제를 개발하는 데에 쓰이는 툴체인을 형성한다.
GNU 툴체인은 리눅스 커널, BSD의 개발, 임베디드 시스템용 소프트웨어의 개발에 필수적인 역할을 담당한다. GNU 툴체인의 일부는 솔라리스, 맥 OS X, 마이크로소프트 윈도우 (시그윈 및 MinGW/MSYS를 통해) 및 플레이스테이션 3와 같은 다른 플랫폼으로 직접 포팅하는 데에 쓰이기도 한다.
GNU 툴체인은 다음을 포함한다:
- GNU make
- GNU 컴파일러 모음
- GNU 바이너리 유틸리티
- GNU bison
- GNU m4
- GNU 디버거
- GNU 빌드 시스템 (autotools)
  - Autoconf
  - Autoheader
  - Automake
  - Libtool

## 같이 보기
- GNU C 라이브러리
- MinGW
- 시그윈